# Singapore-Airlines-Flug 321

Karte des Flugverlaufs

Auf dem Singapore-Airlines-Flug 321 (Flugnummer IATA: SQ2019, ICAO: SIA321, Funkrufzeichen: SINGAPORE 321) kam es am 21. Mai 2024 zu einem schweren Zwischenfall, als die eingesetzte Maschine vom Typ Boeing 777-312ER der Singapore Airlines auf dem Flug vom Flughafen London-Heathrow zum Flughafen Singapur im Luftraum über dem Irawaddy-Delta, Myanmar, eine Zone mit Turbulenzen durchflog. Bei dem Zwischenfall wurden 71 Personen an Bord der Maschine verletzt, ein Passagier starb.

## Flugzeug
Bei dem verunglückten Flugzeug handelte es sich um eine Boeing 777-312ER. Die Maschine wurde im Werk von Boeing in Everett im Bundesstaat Washington endmontiert und absolvierte am 19. Februar 2008 ihren Erstflug, ehe sie am 29. Februar 2008 neu an die Singapore Airlines ausgeliefert wurde, welche die Maschine mit dem Luftfahrzeugkennzeichen 9V-SWM zuließ. Das Flugzeug trug die Werknummer 34578 und die Modellseriennummer 701. Das zweistrahlige Großraumflugzeug war mit zwei Triebwerken des Typs General Electric GE90-115B ausgestattet. Im April 2019 hatte die Maschine eine Sonderbemalung in weiß mit Schriftzügen der Star Alliance erhalten. Von November 2020 bis April 2024 wurde die Maschine als sogenannter „Preighter“ genutzt, es wurde also (leichte) Fracht anstelle von Passagieren im Passagierabteil transportiert.

## Passagiere und Besatzung
Den Flug vom Flughafen London-Heathrow zum Flughafen Singapur hatten 211 Fluggäste angetreten. Die meisten Reisenden stammten aus Australien, Großbritannien und Singapur. Es befand sich eine 18-köpfige Besatzung an Bord der Maschine.

## Unfallhergang
Die Boeing startete um 22:17 Uhr Ortszeit am Flughafen London-Heathrow. Der Unfall ereignete sich nach etwa 11 Stunden Reisezeit, als die Maschine Myanmar überflog. Während die Kabinenmitglieder das Frühstück servierten, geriet die Maschine in einer Flughöhe von 37.000 Fuß (ca. 11.300 m) plötzlich in einen Aufwind. Im nächsten Moment durchflog die Maschine Turbulenzen, Personen und Gegenstände wurden durch die Kabine geschleudert. Die Maschine wurde um 15:45 Uhr auf dem Flughafen Bangkok-Suvarnabhumi notgelandet. Insgesamt erlitten 71 Passagiere Verletzungen, ein 73-jähriger britischer Passagier starb mutmaßlich an einem Herzinfarkt.

## Ursache
Die Unfallursache wird noch untersucht.